# Jonas Wendell
L'Ancià Jonas Wendell (25 de desembre, 1815 - 14 d'agost, 1873), de Edenboro, Pennsilvània, va ser un gelós Adventista predicador i seguidor de les doctrines de William Miller. Arran de la Gran Decepció "Wendell experimentar un període de debilitat en la fe, igual que molts adventistes. Va recuperar la seva fe després de la renovació del seu estudi de cronologia de la Bíblia (històrica i profètica) i va començar a predicar per tot Ohio, Pennsilvània, el Quin l'oest, i Nova Anglaterra A finals del 1860 havia estat estudiant la cronologia de la Bíblia, i va arribar a la conclusió que la tornada de Crist tindria lloc el 1868 o bé 1873-1874. El 1870, Wendell publicar les seves opinions en el fullet titulat La veritat present, o carn a la seva causa temp on resoldre que el Segon Advent que es produiria l'any 1873. En una de les seves presentacions públiques i va assistir Charles Taze Russell qui adoptar la data del 1874 com a any de la parusia del Senyor.